# Cuphea jorullensis
Cuphea jorullensis är en fackelblomsväxtart som beskrevs av Carl Sigismund Kunth. Cuphea jorullensis ingår i släktet blossblommor, och familjen fackelblomsväxter. Inga underarter finns listade i Catalogue of Life.